# 杉野嘉男
杉野 嘉男（すぎの よしお、1904年12月12日 - 1998年6月13日）は、日本の武術家、武道家。映画の振付師でもあった。古武道の一派、天真正伝香取神道流の免許皆伝者。神奈川県川崎市にある「唯心館 杉野道場」の創立者、およびその初代師範。

## 経歴
1904年12月12日（明治37年）、千葉県山武郡成東町に杉野由太郎と杉野セキの長男として生まれる。
13歳から柔道を始め、1918年（大正7年）に入学した慶應義塾大学商工学部で飯塚国三郎の指導を受け、本格的に柔道に熱中する。17歳で初段を取り、本人の談では「四段になるまで一度も負けたことがなかった」とのことである。
1927年（昭和2年）22歳で講道館柔道修行所を神奈川県川崎市に開設した。24歳から金谷元朗から楊心古流柔術を学び、後に教士号を授かった。また、嘉納治五郎が主導した古武道研究会において、玉井済道、久保木惣左衛門、伊藤種吉、椎名市蔵から香取神道流を学び、椎名市蔵より免許皆伝を受ける。1935年（昭和10年）、現在の神奈川県川崎市幸区中幸町に柔道場「唯心館 杉野道場」を開設した。また、植芝盛平に合気道を学び、1937年（昭和12年）指南免許を受ける。1966年（昭和41年）、大日本武徳会の東伏見滋治より古武道範士の称号を授与され、1981年（昭和56年）望月稔や鳥飼よしらとともに国際武道院を組織し、翌年、東久邇稔彦より古武道十段を贈られた。
著書に『天眞正傳 香取神道流教範（共著：伊藤菊枝、神田書房・日本出版配給）』などがある。
武道家としての顔だけでなく、映画の振付師としての顔も持っており、1954年には黒澤明から「七人の侍」の指導を依頼された。杉野は、黒澤映画だけなく、複数の映画において剣術の指導を行なっている。